# Dárdano (ópera)
Dardanus es una tragédie lyrique en cinco actos y un prólogo, con música de Jean-Philippe Rameau y libreto en francés de Charles-Antoine Leclerc de La Bruère.

## Historia
Se estrenó en la Académie de musique en París el 19 de noviembre de 1739. Recibió 26 representaciones, principalmente debido al apoyo de los seguidores de Rameau en la disputa entre los estilos de Rameau y Lully. 
Los críticos acusaron a la ópera original de Rameau de carecer de un plan coherente. La inclusión de un monstruo marino también violaba la convención francesa de tener un claro propósito para los encuentros con seres sobrenaturales.
Como es frecuente en Rameau, existe una segunda versión compuesta en 1744 (con la ayuda de Simon-Joseph Pellegrin), y de nuevo en 1760, con la finalidad de corregir sus defectos. Amplias proporciones de la partitura fueron sacrificados en favor de la trama pero algunas escenas son impresionantes como la "escena de la prisión" (1744) fueron añadidos en el proceso. Considerada generalmente como musicalmente inferior a la primera, con la excepción del monólogo de Dardanus acompañado por bajo continuo, "Lieux funestes". 
La música ha sido celebrada como una de las mejores del compositor. El público no se entusiasmó con la ópera, e incluso Jean-Baptiste Rousseau calificó la música como barroca, término que para la época era un insulto. 
La obra fue representada por los menos tres veces en el siglo XX: en 1907 en Dijon, en 1979 en la Ópera de París y finalmente en 1998, en versión de concierto, con motivo de una grabación de Marc Minkowski. Esta ópera rara vez se representa en la actualidad; en las estadísticas de Operabase aparece con solo 6 representaciones en el período 2005-2010, entre ellas la de la Royal Academy of Music en Londres en el año 2006.

## Personajes
| Personaje | Tesitura      | Reparto del estreno, 19 de noviembre de 1739 (Director: - ) |
| --- | ------------- | ----------------------------------------------------------- |
| Vénus (Venus o Afrodita) | soprano       | M.lle Erémans (también escrito Erremans o Herémans)         |
| El Amor (Cupido o Eros) | soprano       | M.lle Bourbonnais (también escrito Bourbonnois)             |
| Dardanus (Dárdano), hijo de Electra y Júpiter (o Zeus) | haute-contre  | Pierre Jélyotte                                             |
| Iphise, hija de Teucro | soprano       | M.lle Pélissier                                             |
| Teucer (Teucro), rey frigio | bajo barítono | François Le Page (también escrito Lepage)                   |
| Anténor, un rey | barítono bajo | M. Albert                                                   |
| Isménor, un mago | barítono bajo | François Le Page (también escrito Lepage)                   |
| un frigio | bajo barítono |                                                             |
| una frigia | soprano       | Marie Fel                                                   |
| Primer sueño | soprano       |                                                             |
| Segundo sueño | haute-contre  | Jean-Antoine Bérard                                         |
| Tercero sueño | bajo          | Jean Dun, hijo                                              |
| un Placer | soprano       |                                                             |
| Séquito de Venus y Cupido, Deportes y Placeres, séquito de Celos, pueblo, guerreros, magos, frigios, Sueños: coro |               |                                                             |
| Personajes bailarinasActo I - Guerreros frigios: L. Javillier (un guerrero), L. Dallemand (una frigia); Act II - Magos: C. Maltaire (un mago); Acto III: Pueblo frigio: L. Maltaire y M.lle Mariette (frigio y frigia); Acto IV: Espíritus del aire: David Dumoulin y Marie Sallé (Sueños); Acto V - Deportes y Placeres, Charites: Louis Dupré, Matignon, M.lles Le Breton y Barbarine (Deportes y Placeres) |               |                                                             |

## Argumento
La historia está basada libremente en la de Dárdano, mitológico fundador de Troya y epónimo del estrecho de los Dardanelos.

### Acto I
La princesa Iphise está enamorada de Dárdano, enemigo mortal de su familia. Teucro, rey de los frigios, sella una alianza con el rey Antenor para combatir juntos a Dárdano, ofreciendo la mano de su hija como garantía. Iphise acepta la alianza y planea visitar al mago Ismenor para poner fin a su mal de amor.

### Acto II
Ismenor es visitado en sus infernales dominios por Dárdano. Este le confiesa su amor por Iphise, a quien retuvo como prisionera pero a la cual liberó después por amor. Conocedor de la visita que ésta dispensará en breve al mago, pide al mago le permita presenciarla. Ismenor no solo se lo permite, sino que además le ofrece su bastón para que pueda adoptar su apariencia y atender personalmente a la princesa.
Quien aparece en primer lugar es, sin embargo, Antenor, quien confiesa al falso Ismenor el amor que siente por Iphise. Habiendo obtenido de su padre y de ella misma la palabra de matrimonio, su preocupación radica en la frialdad que muestra la princesa hacia él, lo cual le hace sospechar que esté enamorada de otro. Dárdano resiste a duras penas las emociones de enfrentarse de tal guisa a su enemigo, promete ayudarlo a descubrir la verdad.
A continuación comparece Iphise, quien revela al falso mago su amor por Dárdano y le pide ejerza su magia para liberarla de tal tormento. El falso mago le insta a corresponder el amor de Dárdano y, finalmente, le muestra su verdadera identidad. Iphise huye y Dárdano se debate entre la felicidad por haber recibido confirmación del amor de su amada y la inquietud por la firme disposición de ésta a olvidarlo.

### Acto III
Dárdano ha sido hecho prisionero de Teucro, quien dispone con Antenor la inmediata celebración del matrimonio con su hija, así como el sacrificio del prisionero. La desgracia de Dárdano no ha hecho sino reavivar el amor de Iphise, quien intenta retrasar la boda, despertando así las sospechas y los celos de Antenor.
Las celebraciones por la paz y la victoria se interrumpen cuando Teucro anuncia que el dios Neptuno, furioso por el encarcelamiento de Dárdano, ha enviado un monstruo marino a destruir la ciudad. Antenor se ofrece a enfrentarse al monstruo.

### Acto IV
En la mazmorra, Dárdano se lamenta de su derrota y de la pérdida de Iphise. La diosa Venus convoca a los sueños para hacer más llevadera la desgracia al prisionero. El sueño le anuncia la llegada de un monstruo y le incita a derrotarlo para ganar la mano de Iphise. Al despertar, Dárdano se encuentra en el exterior, frente al mar. 
Allí presencia a Antenor, quien se enfrenta al monstruo en medio de una violenta tormenta. Cuando el monstruo está a punto de acabar con Antenor, Dárdano interviene dando muerte al monstruo. Antenor regala su espada a su anónimo salvador y promete otorgarle lo que esté en su mano. Dárdano le pide que deje a Iphise elegir libremente con quién casarse. Antenor acepta.

### Acto V
Teucro homenajea a Antenor y le insta a casarse con Iphise, pues el oráculo ha advertido de que Neptuno calmará su cólera cuando la princesa se despose con "el vencedor del dragón". Dárdano es conducido al altar para ser sacrificado y muestra la espada que le dio Antenor. Éste explica a todos cómo Dárdano le salvó la vida y, acto seguido, renuncia a Iphise y conmina al rey a aceptar al héroe como yerno y heredero. Teucro y los frigios honran a Dárdano e Iphise.